# رومانوو (گمینا سوسنووکا)
رومانوو (به لهستانی:  Romanów) یک روستا در لهستان است که در گمینا سوسنووکا واقع شده‌است.